# Darrington (Washington)
Darrington es un pueblo ubicado en el condado de Snohomish en el estado estadounidense de Washington. En el año 2000 tenía una población de 1.354 habitantes y una densidad poblacional de 452,5 personas por km².

## Geografía
Darrington se encuentra ubicada en las coordenadas 48°15′8″N 121°36′14″O / 48.25222, -121.60389.

## Demografía
Según la Oficina del Censo en 2000 los ingresos medios por hogar en la localidad eran de $32.813, y los ingresos medios por familia eran $44.063. Los hombres tenían unos ingresos medios de $36.429 frente a los $25.625 para las mujeres. La renta per cápita para la localidad era de $17.384. Alrededor del 8,9% de la población estaban por debajo del umbral de pobreza.